# Thomas Elliot Harrison
Thomas Elliot Harrison (North End, Fulham, Londres, 1808 — 20 de março de 1888, Whitburn, South Tyneside, Newcastle upon Tyne) foi um engenheiro civil e mecânico britânico.
Em 1834 Thomas tornou-se membro da Institution of Civil Engineers, em Fulwell Grange perto de Sunderland.
Tornou-se engenheiro-chefe da York, Newcastle and Berwick Railway, em 1850, exercendo a função durante reagrupamentos da empresa com outras empresas ferroviárias do nordeste, e mais tarde tornou-se engenheiro-chefe da North Eastern Railway na sua formação em 1854, cargo que desempenhou até falecer em 1888.
As obras mais conhecidas em que esteve envolvido incluem o Skelton Viaduct em Ouse; o Victoria Viaduct; e Monkwearmouth Railway Bridge; exercendo também funções na construção do cais e linha ferroviária e consultoria de engenharia. Foi um conceituado membro da comunidade britânica de engenharia e presidente da Institution of Civil Engineers (ICE).
Morre a 20 de março de 1888, na casa em Whitburn, South Tyneside, enquanto ainda trabalhava para a North Eastern Railway.

## Obras
- Victoria Viaduct, rio Wear
- Monkwearmouth Railway Bridge, rio Wear
- Skelton Railway Viaduct (ponte giratória)

## Biografia
- «Obituary. Thomas Elliot Harrison, 1808-1888», Institute of Civil Engineers, Minutes of the Proceedings, 94, 1888, doi:10.1680/imotp.1888.20897
- Brooke, David (2004), «Thomas Harrison», The Oxford Dictionary of National Biography, doi:10.1093/ref:odnb/12452
- MacDermot, E.T. (1927), History of the Great Western Railway, vol. I: 1833-1863, Paddington: Great Western Railway
- Tomlinson, William Weaver (1915), The North Eastern Railway; its rise and development, Andrew Reid and Company, Newcastle; Longmans, Green and Company, London
- Addyman, John; Fawcett, Bill, Thomas Elliot Harrison (1808 -1888) Founder and Engineer of the North Eastern Railway, ISBN 9780953516230
- Wododward, G. (2001), «Trubshaw, Hartley and Harrison Early Nineteenth Century Engineers and Architects», Transactions of the Newcomen Society, 72A: 77–90, consultado em 6 de setembro de 2015, cópia arquivada em |arquivourl= requer |arquivodata= (ajuda) 🔗